# Dainis Kula
Dainis Kūla, uváděno i Dainis Kula (* 28. dubna 1959 Tukums) je bývalý sovětský atlet, olympijský vítěz v hodu oštěpem z roku 1980.

## Sportovní kariéra
Před olympiádou v Moskvě byl jeho nejlepší výkon v hodu oštěpem 92,06 m (šlo o starý typ oštěpu). Ve finále olympijské soutěže měl první dva pokusy neplatné, ve třetím dopadl oštěp na plocho a nezanechal stopu. Rozhodčí ho přesto změřili a výkon 88,88 m mu umožnil postup mezi nejlepších osm finalistů. V dalším pokusu si výkonem 91,20 zajistil zlatou olympijskou medaili. Při premiéře mistrovství světa v atletice v Helsinkách v roce 1983 získal bronzovou medaili. Byl mistrem SSSR v hodu oštěpem v letech 1981 až 1983. Poté, co získalo Lotyšsko nezávislost, startoval na mezinárodních soutěžích v dresu své vlasti.